# Il teatro di Sabbath
Il teatro di Sabbath è un romanzo di Philip Roth pubblicato nel 1995.

## Trama
Mickey Sabbath è uno spirito immorale e provocatore. La morte della sua amante, Drenka, l'unica che abbia sposato in pieno i suoi pantagruelici appetiti sessuali, lo getta nella desolazione. Comincia così il suo racconto tra un passato di fantasmi e un presente di visioni. Le figure del suo passato si muovono proprio come in un teatro di burattini. Sabbath, infatti, è stato uno scabroso burattinaio nella puritana New York degli anni cinquanta. Mozzo su una nave tra le prostitute del Sud America; poi proprio a New York, dove incontra Nikki, una giovane attrice, la prima donna di cui riesca a innamorarsi. Ma Nikki sparisce; forse per colpa di Sabbath. Roseanne, la moglie alcolizzata. La famiglia: la madre, che lo segue fisicamente come un fantasma, e il fratello Morty, ucciso dai giapponesi nel Pacifico.

## La narrazione

### Il narratore
Nel romanzo, Roth alterna la voce del narratore onnisciente a brani narrati in prima persona da Mickey Sabbath. L'autore abbatte volutamente il confine tra la prima e la terza persona.

### Fabula e intreccio
Fabula e intreccio non coincidono. Infatti, il romanzo è costituito da un alternarsi di piani. La prima cornice, che attraversa tutto il libro, segue in presa diretta gli eventi che fanno seguito alla morte di Drenka; la seconda cornice, invece, è costituita da un mosaico di analessi, che cerca di restituirci le memorie (non sempre attendibili) di Mickey Sabbath.

### Luogo
I luoghi principali in cui si svolge l'azione sono il New Jersey, luogo dell'infanzia di Sabbath e del suo ritorno a casa, New York City, dove Sabbath vive la sua età adulta, e l'immaginaria cittadina di Madamaska Falls, nel New England, che è idealmente il luogo in cui Sabbath si ripiega su sé stesso per invecchiare.

### Tempo
La narrazione comincia nel 1994, con il decesso di Drenka, per risalire tramite un intreccio di analessi fino agli anni quaranta.

## I personaggi
I personaggi costruiti da Roth sono svariati e tendono tutti a ruotare attorno alla carismatica personalità di Mickey Sabbath. Ognuno ha delle caratteristiche psicologiche peculiari, solitamente causate da qualche trauma.

### Mickey Sabbath
Morris Sabbath, detto Mickey, 64 anni, burattinaio con le mani divorate dall'artrite. Vive nell'immaginario villaggio di Madamaska Falls, nel New England, dove insegna drammaturgia in un piccolo college. È nato e cresciuto nel Jersey Shore. Nel 1944, suo fratello maggiore Morty viene ucciso dai giapponesi. Il dolore lo spinge, diciassettenne, a imbarcarsi sulle navi mercantili dirette in Sud America, un'occasione che lo inizierà alla vita e al sesso nei bordelli latinoamericani. Negli anni cinquanta, a New York, Sabbath ha gestito l'Indecent Theater, un porno-teatrino di marionette, i cui spettacoli avevano le sole dita del burattinaio come protagoniste. Viene arrestato per oltraggio al pudore nel 1956 e sottoposto a processo. La sparizione di Nikki lo spinge a trasferirsi nel New England.

### Drenka Balich
La gemella genitale (genital mate) di Sabbath. Nata in Croazia, all'epoca del maresciallo Tito, Drenka è arrivata negli Stati Uniti insieme al marito Matija. La coppia gestisce la locanda di Madamaska Falls. Drenka è una donna dal fisico giunonico e sembra l'unica a condividere la voracità sessuale di Sabbath. Per lei, il sesso con Sabbath è anche un modo di conquistare l'America. Nonostante fosse affetta da un cancro alle ovaie, Drenka morirà per un embolo polmonare, lasciando Sabbath nello sconforto.

### Nikki
La prima moglie di Sabbath. Bella, eterea, sottomessa. Nikki è una promettente attrice. Sabbath la conosce a New York e subito diventa la sua musa. Fino a quando, nel 1964, Nikki sparisce senza lasciare traccia. Sabbath si sentirà responsabile, per tutta la vita, della sua morte; anche se non c'è nessuna prova che Nikki sia morta davvero.

### Roseanna
Moglie di Sabbath. Ex-alcolista. Frequenta gli Alcolisti Anonimi e finisce spesso in centri di disintossicazione. Sabbath la detesta; ma ne è dipendente economicamente.

## Critica
Il libro ha diviso la critica americana. Per Harold Bloom, Il teatro di Sabbath è il capolavoro di Philip Roth. Di parere opposto, il critico del New York Times, Michiko Kakutani, che ha affermato di non essere riuscita a terminare il libro, giudicandolo "distasteful and disingenuous" (sgradevole e disonesto).

## Edizioni italiane
- Philip Roth, Il teatro di Sabbath, traduzione di Stefania Bertola, Milano, Mondadori, 1996.
- Philip Roth, Il teatro di Sabbath, traduzione di Stefania Bertola, Einaudi, 1999, ISBN 978-88-06-14835-5.